# Přemyslov
Přemyslov (německy Primiswald) je malá vesnice, část obce Loučná nad Desnou v okrese Šumperk. Nachází se asi 3,5 km na sever od Loučné nad Desnou. V roce 2009 zde bylo evidováno 30 adres. V roce 2001 zde trvale žilo 12 obyvatel.
Přemyslov je také název katastrálního území o rozloze 15,99 km².
Obec byla založena r. 1651

## Pamětihodnosti
Přírodní rezervace Přemyslovské sedlo – podmáčené louky s bohatými rostlinnými společenstvy

## Fotogalerie

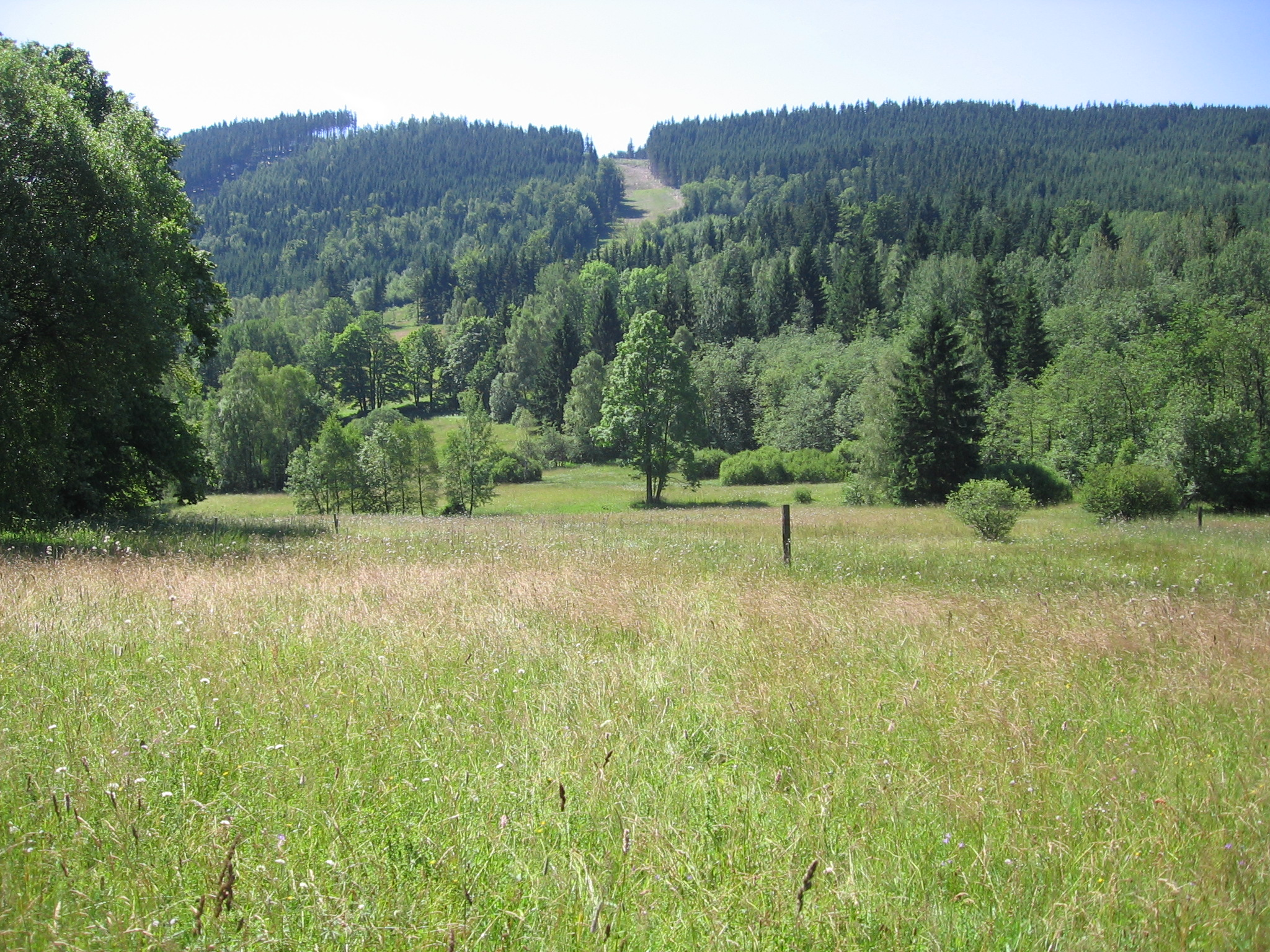
Přírodní rezervace Přemyslovské sedlo
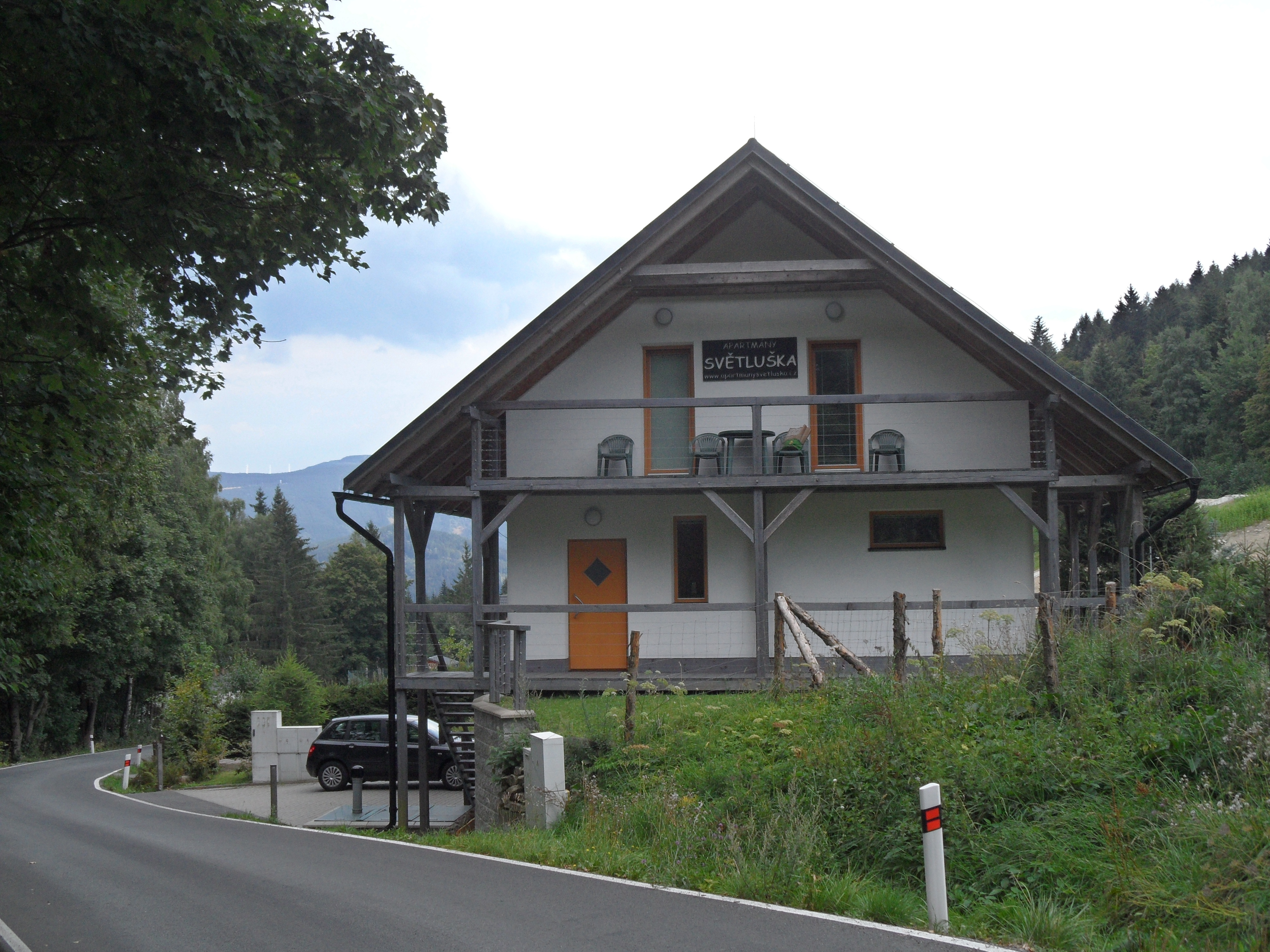
Apartmány
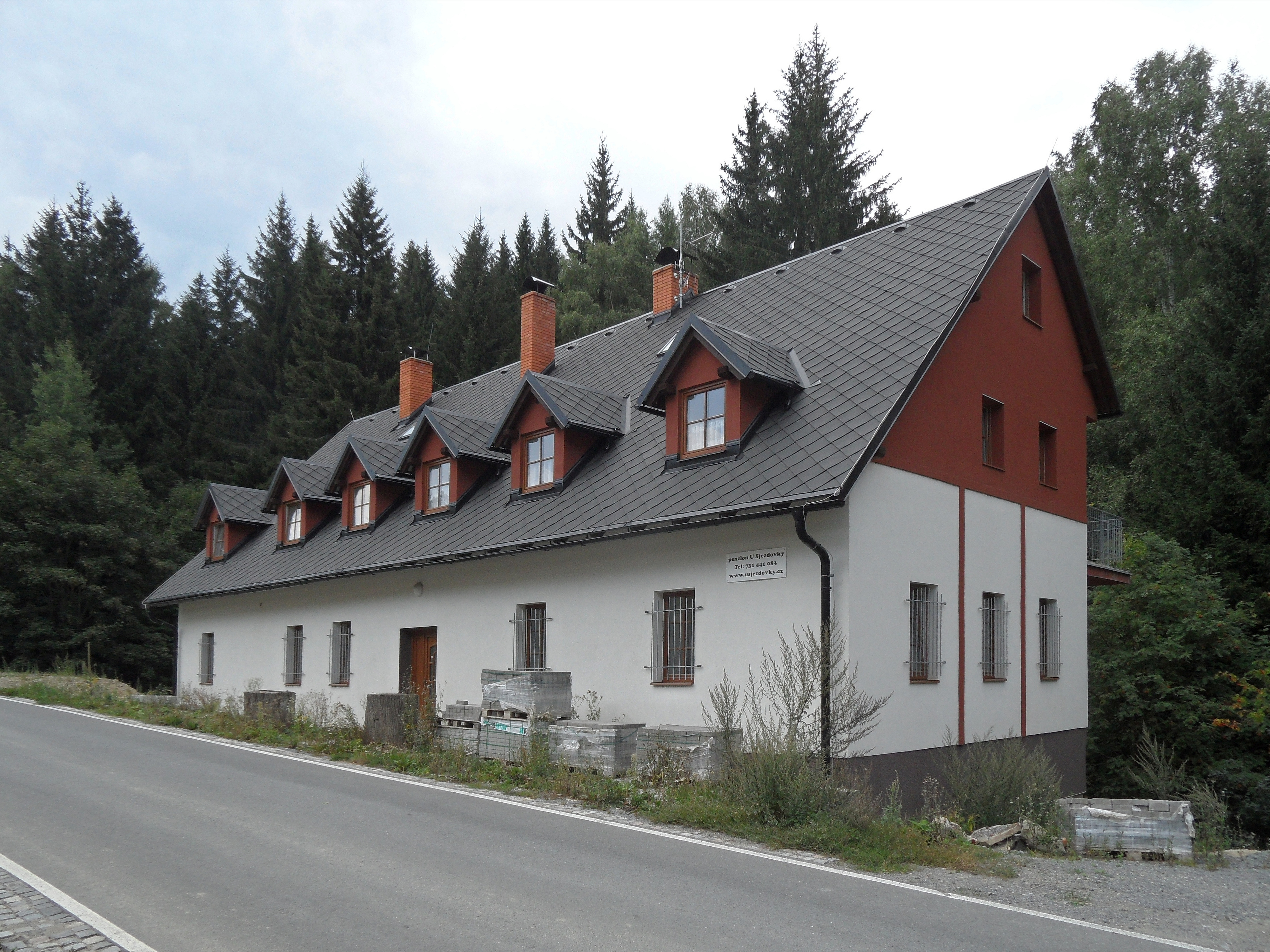
Penzión
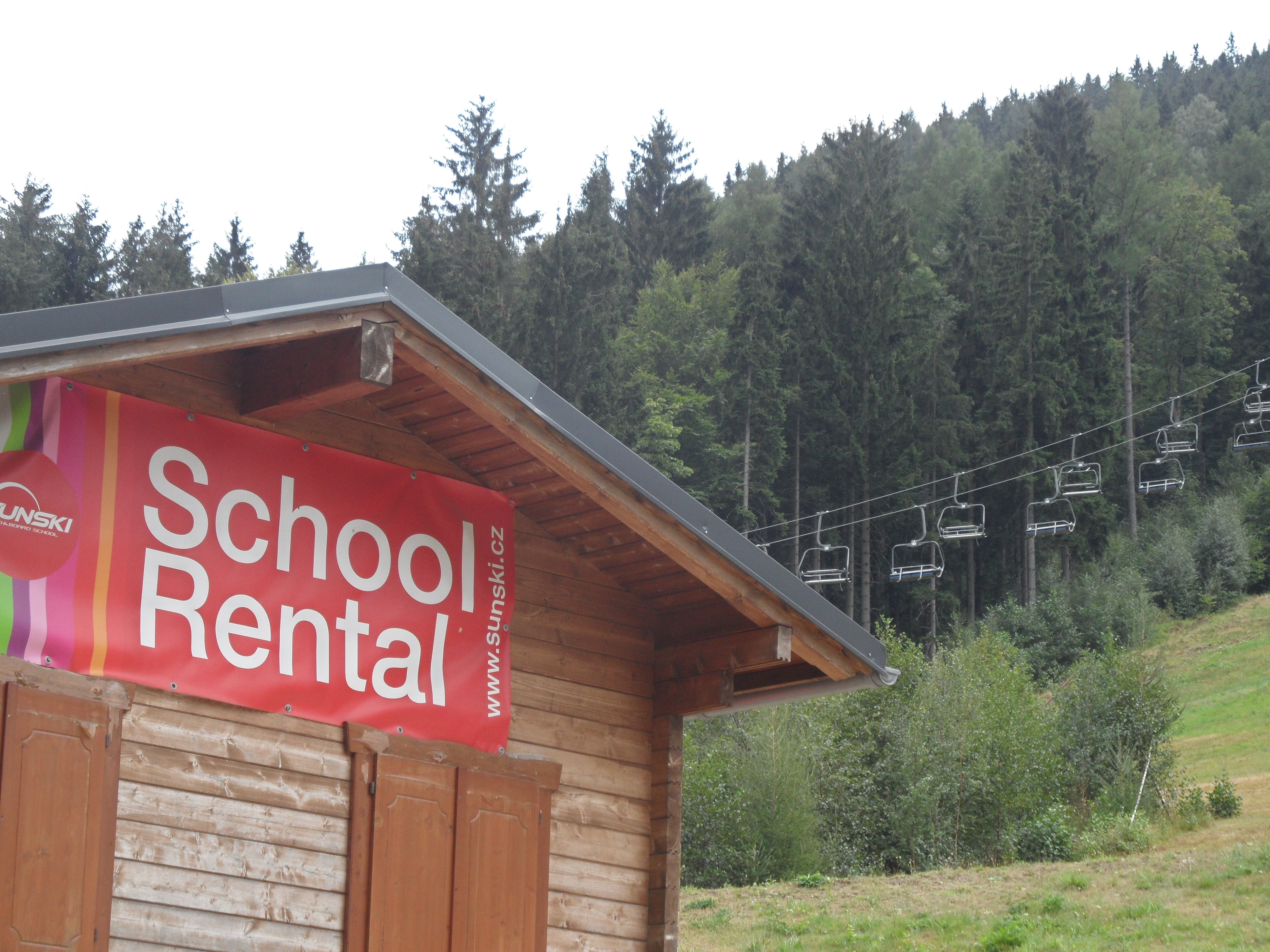
Lanovka
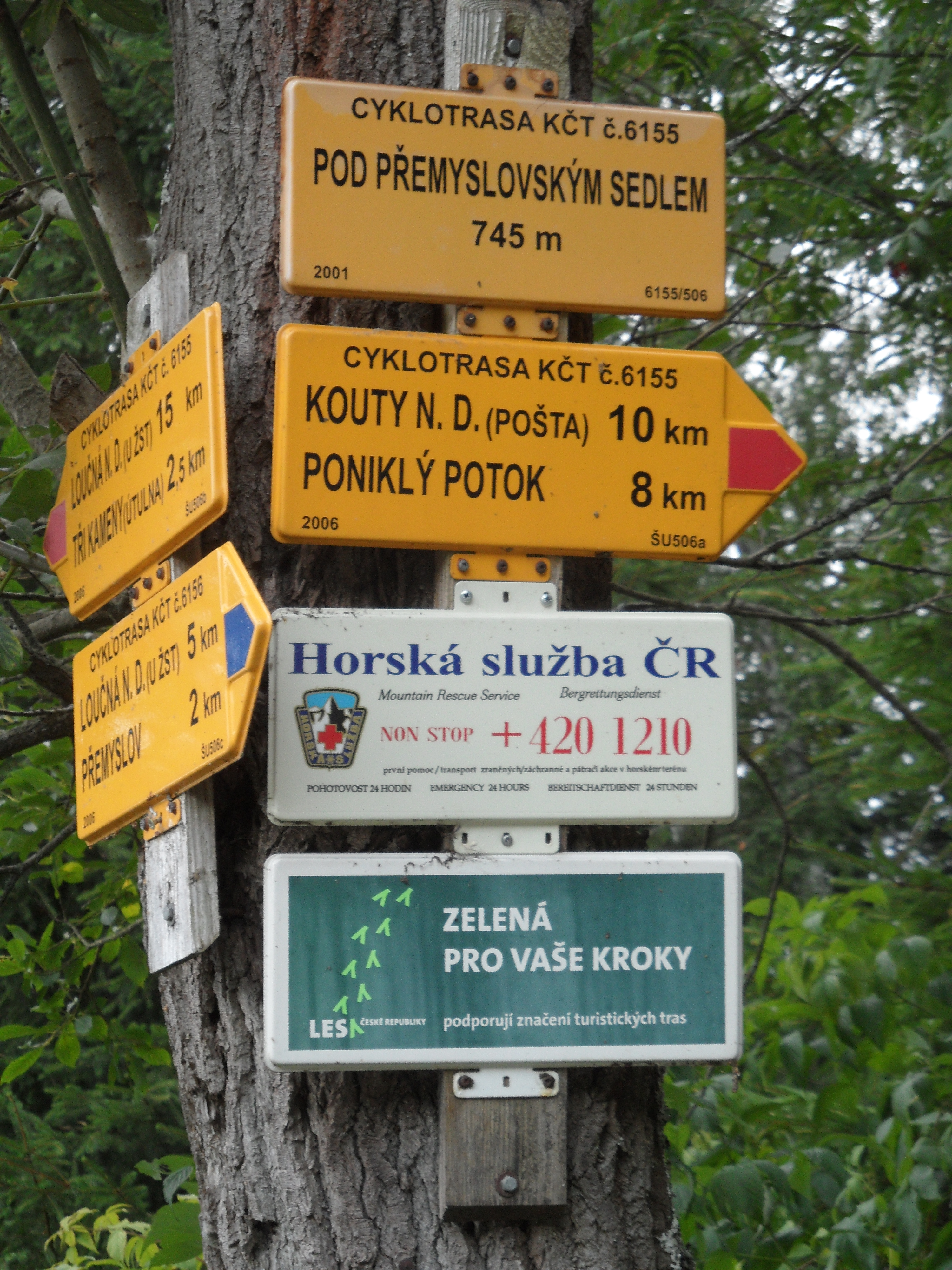
Rozcestník Pod přemyslovským sedlem

### Podobné názvy
- Přemyslovice